# Drenderupgård
Drenderupgård er en tidligere herregård, der lå i Ødis Sogn, Nørre Tyrstrup Herred, Vejle Amt. 
Over for det nuværende Drenderupgård, Drenderupvej 30,6580 Vamdrup ligger sporene af det gamle Drenderup voldsted Gården blev i 1920'erne udtykket til 20 husmandslodder og de oprindelige bygninger revet ned. 
Drenderup Skov, var en del af Drenderupgård frem til salget til Kronen i 1584.

## Ejere
Hans Arnold Jantzen er nævnt som oberförster & vildtmester på Drenderupgård år 1700, hvor der til godset også hørte besiddelser Anst herred i sognene: Andst (Gejsing), Bække, Hjarup, Jordrup (Knudsbøl), Lejrskov (Egholt, Vraa & Uhre), Vamdrup (Vamdrup mølle) & Veerst.
Godset bliver i 1584 solgt til kronen af godsejer Christoffer Johansen Lindenov (1520 -1585). Sønnen Hans Lindenov (1550 -1610) overtager lenet efter faderen og dør på Drenderupgård 1610.